# Zapasy na Igrzyskach Wspólnoty Narodów 1986
Zapasy na Igrzyskach Wspólnoty Narodów 1986, odbyły się w Edynburgu.

## Mężczyźni

### Styl wolny
| Kat. wagowa |                       |                   |                |
| ----------- | --------------------- | ----------------- | -------------- |
| 48 kg       | Ron Moncur            | Duncan Burns      | David Connelly |
| 52 kg       | Christopher Woodcroft | James McAlary     | Nigel Donohue  |
| 57 kg       | Mitch Ostberg         | Steve Reinsfield  | Brian Aspen    |
| 62 kg       | Paul Hughes           | Dan Cumming       | Stephen Bell   |
| 68 kg       | David McKay           | Zsigmond Kelevitz | Steven Cooper  |
| 74 kg       | Gary Holmes           | Geoff Marsh       | Fitz Walker    |
| 82 kg       | Christopher Rinke     | Wally Koenig      | Tony Bull      |
| 90 kg       | Noel Loban            | Doug Cox          | Graeme English |
| 100 kg      | Clark Davis           | Robert Algie      | David Kilpin   |
| 130 kg      | Wayne Brightwell      | Albert Patrick    | Keith Peache   |

## Tabela medalowa
| Poz.    | Państwo       |    |    |    | Łącznie |
| 1       | Kanada        | 9  | 1  | 0  | 10      |
| 2       | Anglia        | 1  | 1  | 7  | 9       |
| 3       | Australia     | 0  | 5  | 0  | 5       |
| 4       | Nowa Zelandia | 0  | 2  | 1  | 3       |
| 5       | Szkocja       | 0  | 1  | 2  | 3       |
| Łącznie | Łącznie       | 10 | 10 | 10 | 30      |